# Eugeniusz Nowak (bokser)
Eugeniusz Nowak (ur. 30 grudnia 1895 w Krakowie, zm. 31 marca 1988 w Pabianicach) – bokser, olimpijczyk z Paryża 1924.

## Życiorys
Urodził się w Krakowie 30 grudnia 1895. Był synem Jóżefa oraz Teresy z domu  Makowieckiej. Służył w armii austriackiej gdzie zapoznał się z boksem oraz zapasami.  W 1921 r. zakończył kursy specjalistyczne prowadzone m.in. przez George’a Burforda oraz Władysława Pytlasińskiego, uzyskując stopień instruktora boksu, zapasów, gimnastyki i gier zespołowych. W 1923 przyjechał do Pabianic. W Towarzystwie Sportowym „Krusche i Ender” zorganizował sekcje sportowe i był także współzałożycielem Łódzkiego Klubu Bokserskiego.
W 1924 podczas pierwszych mistrzostw Polski zdobył dla Łódzkiego Klubu Bokserskiego tytuł wicemistrza Polski w wadze półciężkiej. W tym samym roku uczestniczył też w  igrzyskach olimpijskich gdzie startował w wadze średniej. Odpadł z turnieju po porażce w pierwszej rundzie. Po zakończeniu kariery sportowej zajmował się pracą organizacyjną i szkoleniową w Pabianicach. Był również współorganizatorem Łódzkiego Okręgowego Związku Bokserskiego. Po drugiej wojnie światowej działał w sekcji bokserskiej MRKS „Włókniarz” w Pabianicach. Jego żoną była Helena Jańczyk. 
Zmarł 31 marca 1988 i został pochowany na cmentarzu Starym w Pabianicach w kwaterze 50. 

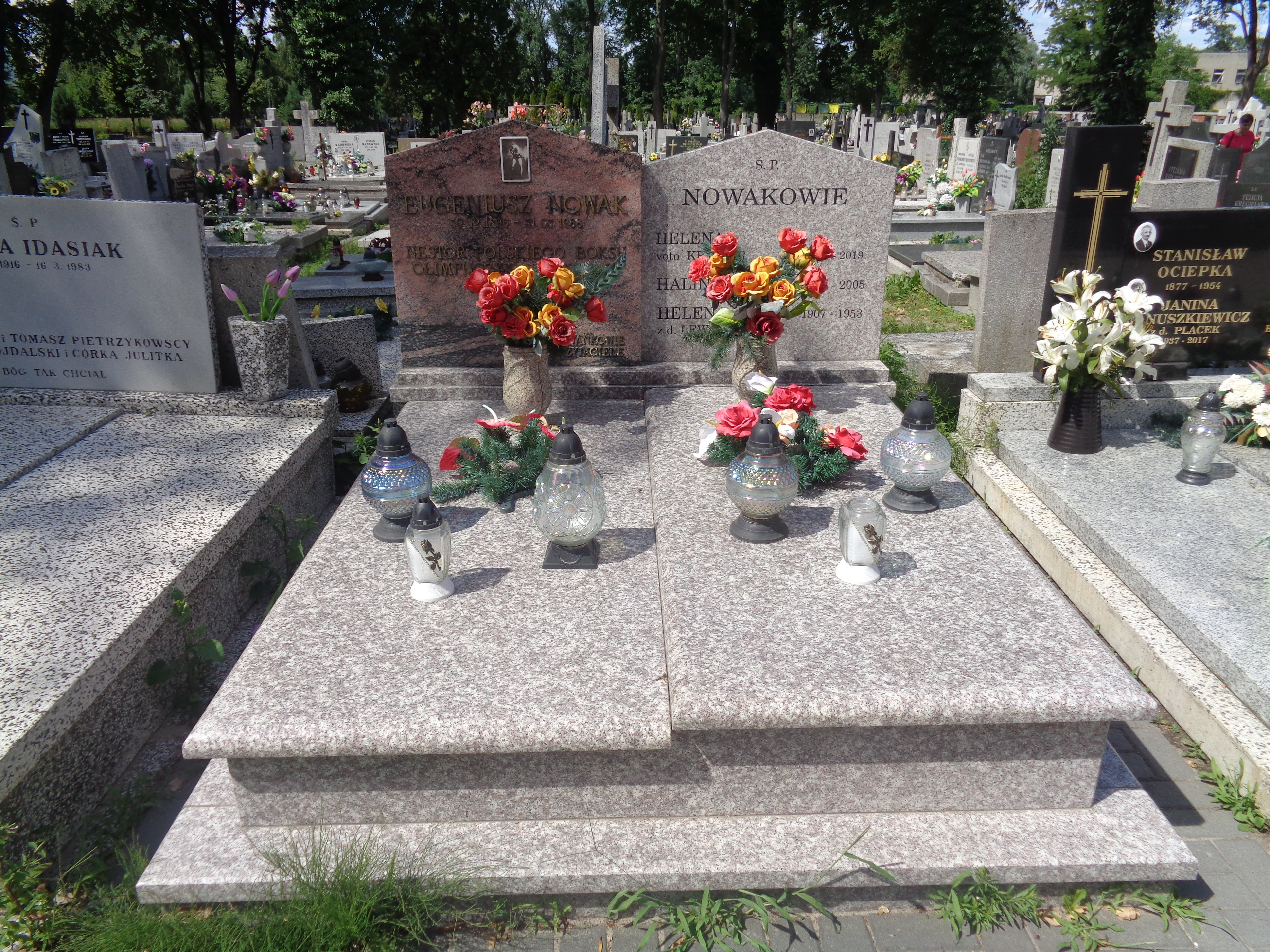
Grób Eugeniusza Nowaka na Cmentarzu Starym w Pabianicach